# Puchlovice
Puchlovice (deutsch Puchlowitz) ist eine Gemeinde in Tschechien. Sie liegt 15 Kilometer westlich von Hradec Králové und gehört zum Okres Hradec Králové.

## Geographie

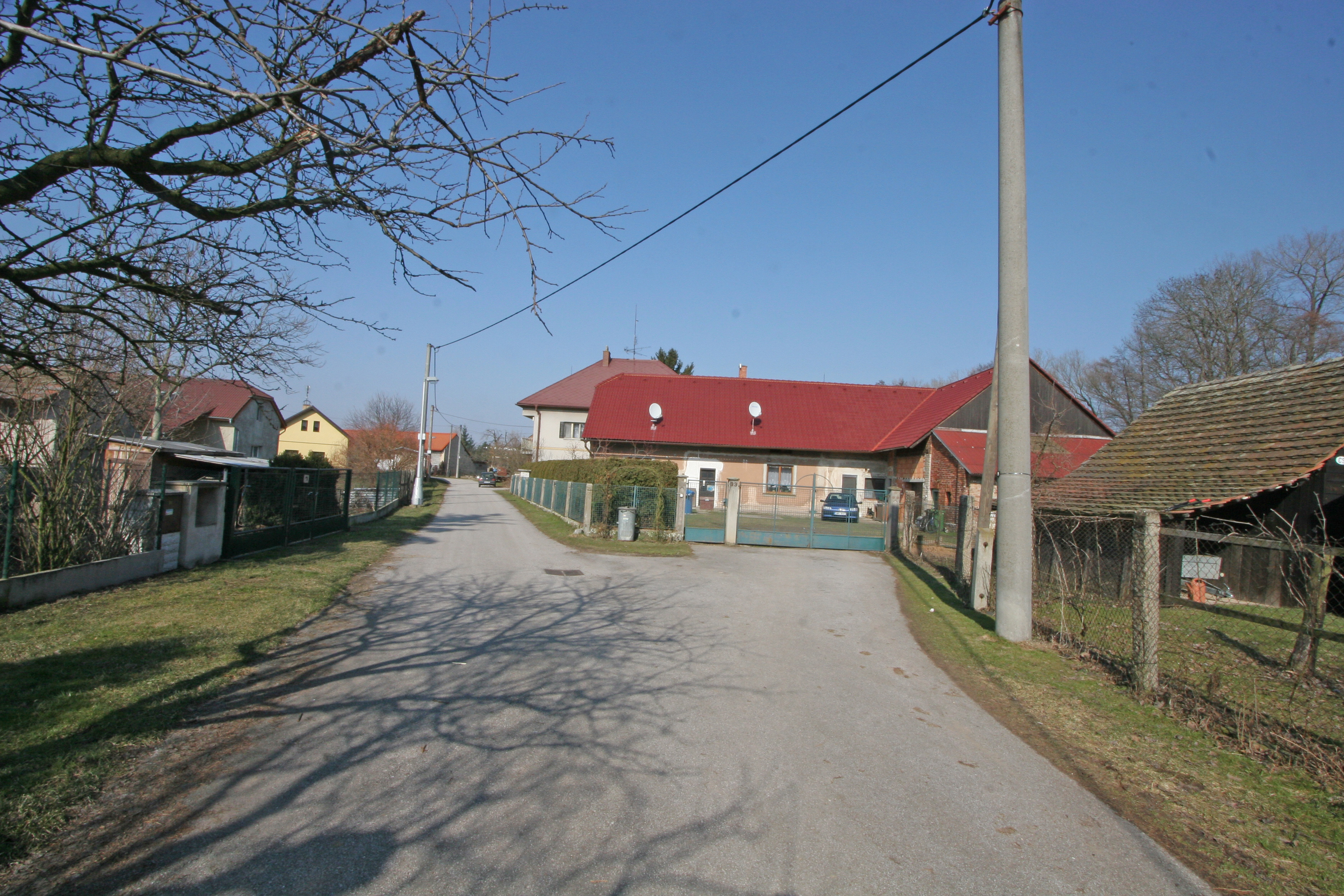
Im Dorf

Puchlovice befindet sich rechtsseitig der Bystřice auf der Ostböhmischen Tafel.
Nachbarorte sind Boharyně und Homyle im Norden, Horka und Želí im Nordosten, Libčany im Osten, Roudnice im Südosten, Dobřenice im Süden, Kratonohy und Kosičky im Südwesten, Trnava im Westen sowie Malé Babice im Nordwesten.

## Geschichte
Die erste schriftliche Erwähnung des Dorfes erfolgte 1486. Besitzer war zu dieser Zeit das Geschlecht der Boharyňský von Hrádek.
Nach der Aufhebung der Patrimonialherrschaften bildete Puchlovice ab 1850 eine Gemeinde im Bezirk Hradec Králové. 1909 wurde die Freiwillige Feuerwehr gegründet. Zwischen 1949 und 1960 war das Dorf zum Okres Hradec Králové-okolí zugehörig. 1961 wurde Puchlovice nach Boharyně eingemeindet und kam zum Okres Hradec Králové. Mit Beginn des Jahres 1992 besteht die Gemeinde Puchlovice wieder.

## Sehenswürdigkeiten
- Kapelle, nach der Renovierung 1994 neu geweiht